# I Copa Nacional Renault
La 1ª edición de la Copa Nacional Renault es la temporada 1969 de Copa Nacional Renault 8-TS. Es el primer año de la competición monomarca, la más longeva en España, con FASA-Renault como organizador principal del campeonato.

## Características de la temporada
- 1 sesión de entrenamientos.
- 2 mangas clasificatorias en las 3 primeras rondas.
- 1 carrera final con puntos para los 11 primeros clasificados y para el hombre de la vuelta rápida.
- En la última ronda se otorgan el doble de puntos.
- En la clasificación final, se elimina la puntuación de los 2 peores resultados del piloto (Retención).
- El premio para el ganador del campeonato, aparte del económico acumulado, era un Renault 8-TS.
- El reglamento no permite correr a pilotos consagrados en otras categorías de coches. El ganador de una temporada no podrá participar en la siguiente.

## Calendario
| Ronda | Circuito                                    | Fecha           | Vueltas | Inscritos (presentados) | Participantes permitidos en carrera |
| ----- | ------------------------------------------- | --------------- | ------- | ----------------------- | ----------------------------------- |
| 1     | Circuito del Jarama                         | 14 de junio     | 15      | 51 (45)                 | 30                                  |
| 2     | Circuito de Riazor IV GP de La Coruña       | 3 de agosto     | 30      | 20                      | 16                                  |
| 3     | Circuito Portanet de Coya GP Ciudad de Vigo | 7 de agosto     | 30      | 20                      | Todos                               |
| 4     | Circuito Guadalope V GP Ciudad de Alcañiz   | 7 de septiembre | 20      | 22                      | Todos                               |
| 5     | Circuito Venta Cabrera - Montserrat         | 9 de noviembre  | 10      | 16                      | Todos                               |
| 6     | Circuito del Jarama                         | 23 de noviembre | 30      | 16 (15)                 | Todos                               |

## Resultados

### Campeonato de pilotos
Sistema de puntuación (el doble en la ronda 6)
| Posición | 1º | 2º | 3º | 4º | 5º | 6º | 7º | 8º | 9º | 10º | 11º | VR |
| -------- | -- | -- | -- | -- | -- | -- | -- | -- | -- | --- | --- | -- |
| Puntos   | 15 | 12 | 10 | 8  | 7  | 6  | 5  | 4  | 3  | 2   | 1   | 3  |

| Pos | Piloto                       | JAR | RIA | VIG | GUA | VCA | JAR | Retención  | Pts |
| --- | ---------------------------- | --- | --- | --- | --- | --- | --- | ---------- | --- |
| 1   | Salvador Cañellas            | 3   | 1   | 1   | 1   | 1   | 1   | (115 - 28) | 87  |
| 2   | Gerardo van Dulken           | 10  | 2   | 7   | 5   | 10  | 2   | (52 - 4)   | 48  |
| 3   | Emilio Zapico                | 2   | 6   | 5   | Ret | 3   | 5   | (49 - 6)   | 43  |
| 4   | José María Clot              | 7   | Ret | 4   | Ret | 5   | 3   |            | 40  |
| 5   | Francisco Anet               | 12  | 7   | 2   | 12  | 4   | 7   |            | 38  |
| 6   | Julián Rosende               | 5   | 8   | 3   | Ret | 9   | 4   | (40 - 3)   | 37  |
| 7   | Luis Rosal                   |     | 5   | 6   | 3   |     | 8   |            | 31  |
| 8   | José Pavón                   | 15  | 12  | 8   | DNS | 6   | 6   |            | 25  |
| 9   | Salvador Benlloch            | Ret |     | 10  | 4   | 2   | Ret |            | 22  |
| 10  | Víctor Puig                  | DNQ | 11  | 9   | 7   | 7   | 9   | (20 - 1)   | 19  |
| 11  | Miguel López                 | 1   |     |     | Ret | DNS |     |            | 15  |
| 12  | Ricardo Rizos Muñoz          | 14  | 10  | Ret | 2   |     | Ret |            | 14  |
| 13  | Fernando Álvarez Redruello   | 4   | 9   | Ret | Ret |     |     |            | 11  |
| =   | César Orejas                 | 9   | 4   | Ret | Ret |     |     |            | 11  |
| 15  | Juan Carlos González Culebra |     | 3   | 13  |     |     |     |            | 10  |
| 16  | Alfonso Sala                 | 6   |     |     |     |     |     |            | 6   |
| =   | César Perejoan               | 13  | Ret | 15  | 6   |     |     |            | 6   |
| =   | Juan Díaz Navarro            | 8   | DNQ | Ret | Ret |     | 11  |            | 6   |
| 19  | Salvador Sansa               | 19  |     |     | 8   | 11  |     |            | 5   |
| 20  | Juan Mundet                  |     |     |     |     | 8   |     |            | 4   |
| =   | Fernando Adrada              |     |     |     |     |     | 10  |            | 4   |
| 22  | Luis López Mir               |     |     |     | 9   | Ret |     |            | 3   |
| 23  | Pedro Gallud                 |     |     |     | 10  | 12  |     |            | 2   |
| 24  | Tipo's                       | 11  |     |     |     |     |     |            | 1   |
| =   | Poli Angel Menéndez          |     | Ret | 11  |     |     |     |            | 1   |
| =   | Victoriano García            |     |     |     | 11  |     |     |            | 1   |
|     | Ernesto Sugrañes             | DNQ | DNQ | 14  | Ret | 13  | 12  |            |     |
|     | Javier Prat                  |     | 13  | 12  |     |     |     |            |     |
| †   | Santiago Cañedo              | 16  |     |     |     |     |     |            |     |
|     | Enrique Carnevali            | 17  |     |     |     |     |     |            |     |
|     | Amadeo Gómez                 | 18  |     |     |     |     |     |            |     |
|     | Rafael Úbeda                 | 20  |     |     |     |     |     |            |     |
|     | Armando Lozano               | 21  |     |     |     |     | Ret |            |     |
|     | Tato                         | 22  |     |     |     |     |     |            |     |
|     | Higinio Rodríguez de Lizana  | 23  |     |     |     |     |     |            |     |
|     | Santiago Salido              | 24  | DNQ | Ret |     |     |     |            |     |
|     | Ramón Sueiras                | 25  |     |     |     |     |     |            |     |
|     | Antonio Lázaro               | 26  |     |     |     |     |     |            |     |
|     | Luis I. Pombo                | Ret |     |     |     |     |     |            |     |
|     | J. Sensat                    | Ret |     |     |     |     |     |            |     |
|     | José María Barrón            |     |     |     | Ret |     |     |            |     |
|     | A. Mir                       |     |     |     |     | Ret |     |            |     |
|     | León de Cos                  | DNQ |     |     |     |     |     |            |     |
|     | Pancho Mostacho              |     | DNQ |     |     |     |     |            |     |
| Pos | Piloto                       | JAR | RIA | VIG | GUA | VCA | JAR | Retención  | Pts |

| Color     | Resultado                                                               |
| --------- | ----------------------------------------------------------------------- |
| Oro       | Ganador                                                                 |
| Plata     | 2.ª plaza                                                               |
| Bronce    | 3.ª plaza                                                               |
| Verde     | Finalizó en los puntos                                                  |
| Azul      | Finalizó sin puntos                                                     |
| Azul      | NC - No clasificado                                                     |
| Violeta   | Ret - No terminó (Carrera)                                              |
| Rojo      | DNQ - No se clasificó                                                   |
| Negro     | DSQ - Descalificado                                                     |
| Blanco    | DNS - No empezó (carrera)                                               |
| Blanco    | WD - Retirado (fin de semana)                                           |
| Blanco    | C - Carrera cancelada                                                   |
| Sin color | DNP - Inscrito pero no participó                                        |
| Sin color | INJ - Lesionado                                                         |
| Sin color | EX - Excluido                                                           |
| Estado    | Resultado                                                               |
| Negrita   | Pole position                                                           |
| Cursiva   | Vuelta rápida                                                           |
| †         | Abandona, pero clasifica al completar el porcentaje requerido para ello |